# Chamaemyia flavipalpis
Chamaemyia flavipalpis is een vliegensoort uit de familie van de Chamaemyiidae. De wetenschappelijke naam van de soort is voor het eerst geldig gepubliceerd in 1838 door Haliday.